# Казино дел Куко (Болоња)
Казино дел Куко (итал. Casino del Cucco) је насеље у Италији у округу Болоња, региону Емилија-Ромања.
Према процени из 2011. у насељу је живело 23 становника. Насеље се налази на надморској висини од 12 м.